# Station Viry-Noureuil
Station Viry-Noureuil is een spoorwegstation in de Franse gemeente Viry-Noureuil aan de spoorlijn Creil - Jeumont.